# Nancy Langat
Nancy Jebet Langat, kenijska atletinja * 22. avgust 1981, Eldoret, Kenija.
Nastopila je na poletnih olimpijskih igrah v letih 2004 in 2008 ter leta 2008 osvojila naslov olimpijske prvakinje v teku na 1500 m.